# 기도서
기도서(祈禱書, prayer book)는 개인 또는 공동체의 이용을 위한 기도들을 포함하고 있는 책이다. 일부의 경우 예배식을 요약해둔 경우도 있다.

## 기독교
매일 일정한 시간에 드리는 기도와 일요일의 예배 순서, 제전례(諸典禮)의 기도문 따위를 수록한 책을 말한다. 일반적으로 '식문(式文)'이나 '전례서'도 <기도서>와 동의어로 사용된다. <기도서>는 <성서>와는 다른 것으로 그리스도 교회의 각 교파가 거의 전부 각각 독자적인 것을 가지고 있으며, 여기에서 각 교파의 교리적 입장과 특색 또는 그 역사적 연혁을 찾아볼 수 있다. 교회의 예배, 성찬식의 기도 등이 공적 기도로서 성문화된 것은 이미 초대교회 때부터 시작되었고, 3세기의 교부 히포리유토스의 저서 중에는 세례·견신례(堅信禮)·성찬식·성직안수식(聖職按手式) 등의 식문(式文)이 보인다. 특히 중세의 서방교회에서는 6∼9세기 사이에 전례(典禮)를 집행하는 사람의 역할에 따라 각각 별책의 <기도서>가 수없이 만들어져서 9세기경부터는 각 전례의 종류에 따라 각기 별도의 <기도서>가 쓰여지게 되었다. 가톨릭 교회의 <기도서(전례서)>는 오늘날에도 대개 이것을 이어받은 것이다. <기도서> 중 가장 대표적인 것으로는 영국 국교회의 <기도서>로서 영국 국교회는 다른 교파에 비하여 <기도서>를 가장 중요시하는 교회라고 할 수 있다. 즉 종교개혁 때 종래 라틴어로서 전례의 종류에 따라 분류되어 있던 중세적 <기도서>를 개혁하여 성서적으로 신도 일반이 이해할 수 있도록 영문 <기도서>를 만들어 교회 전체가 일치하여 사용하도록 하였다. 이것을 에드워드 6세의 <제1기도서>라고 하며, 그 개정판이 오늘날 영국 국교회의 정식 <기도서>로 사용되고 있다. 이 기도서는 교회력, 성서·시편의 일과표로부터 시작하여 결혼식·병자방문식(病者訪問式)·매장식(埋藏式)·산후감사식(産後感謝式) 등에 이르기까지 교회의 공식 예배의식 일체를 포함하며, 교리의 전거로서 또 신도의 교회생활 지침으로서 필수불가결의 것으로 되어 있다. 이 <기도서>는 <성공회 기도서>라고도 하며 영국 국교회 계통에 속하는 각국 성공회 <기도서>의 모체이다.

## 예시
- 유대교의 일용 기도서(Siddur)
- 성공회 기도서(BCP)
- 성무일도서: 로마 가톨릭교회